# Modus operandi
Modus operandi (пл. modi operandi) јесте израз на латинском језику, и уопштено значи „начин понашања“. Термин је повезан са нечијим навикама или начином рада, њиховом методом понашања или функционисања. У српском језику, његова скраћеница је Н. П.
Овај израз често користи полиција, док дискутује о злочину и проучава методе извршилаца. Такође је коришћен у кривичном профилисању, где он може помоћи при проналажењу трагова за психологију извршиоца. Састоји се у великој мери од испитивања радњи индивидуе/â како би извршила/ле злочин, спречила/ле да буду откривене и/или олакшала/ле себи бекство.
У књизи Кривична истрага, Б. Л. Берг објашњава како модус операнди осумњиченог може помоћи при идентификовању, разумевању и/или сузбијању. Један Н. П документ је поуздан метод евиденције и шифровања информација, које разоткривају навике, особине или праксу кривично осумњичених. То, онда, може да се користи као помоћ при коначном разумевању осумњиченог/их.